# Cucullia cellulata
Cucullia cellulata är en fjärilsart som beskrevs av W. Warren 1911. Cucullia cellulata ingår i släktet Cucullia och familjen nattflyn. Inga underarter finns listade i Catalogue of Life.